# کمبلسویل (کنتاکی)
کمبلسویل (به انگلیسی: Campbellsville) شهری در ایالت کنتاکی کشور ایالات متحده آمریکا است که جمعیت آن در سرشماری سال ۲۰۱۰ میلادی، ۹٬۱۰۸ نفر بوده‌است.

## نگارخانه

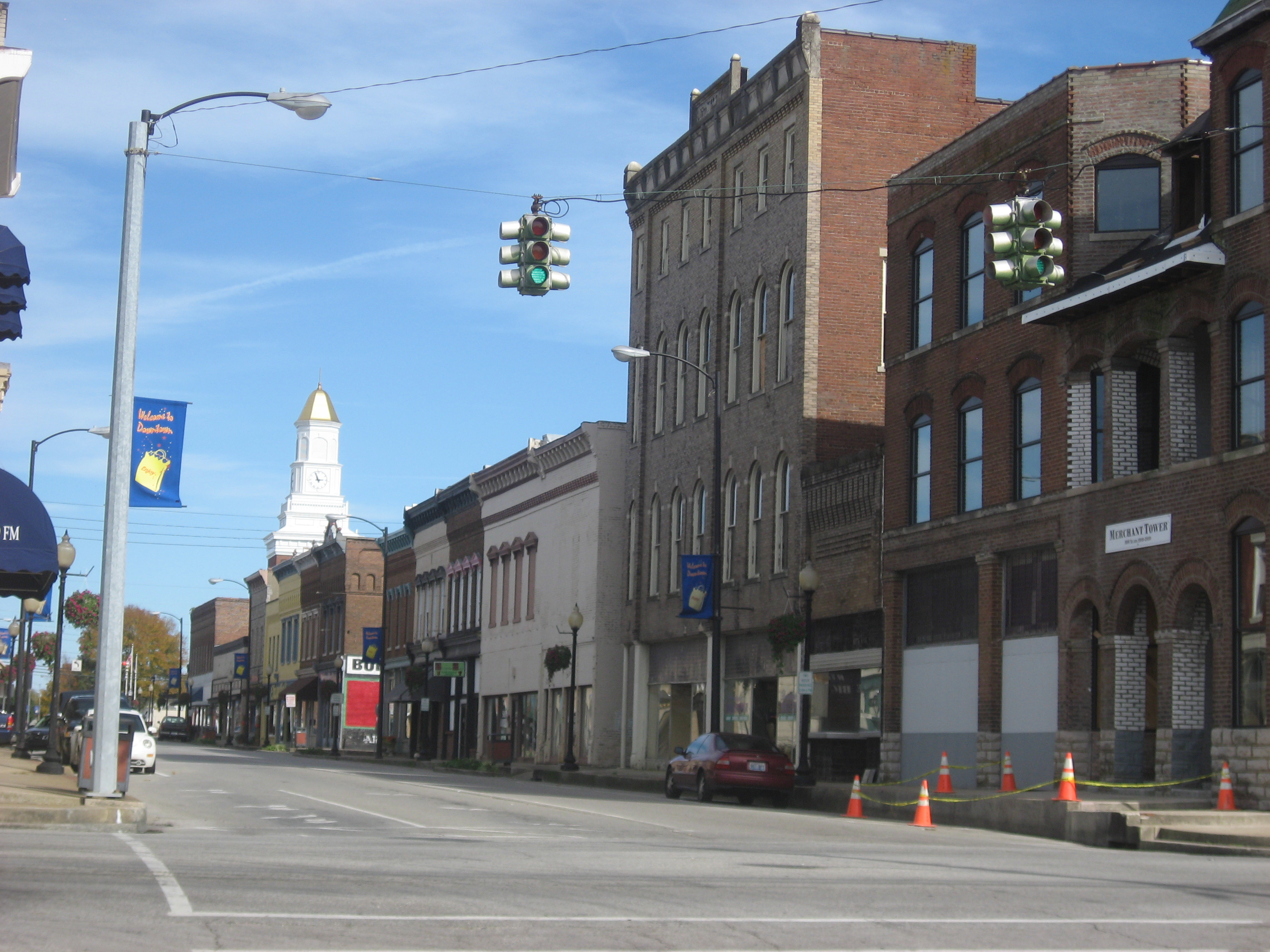
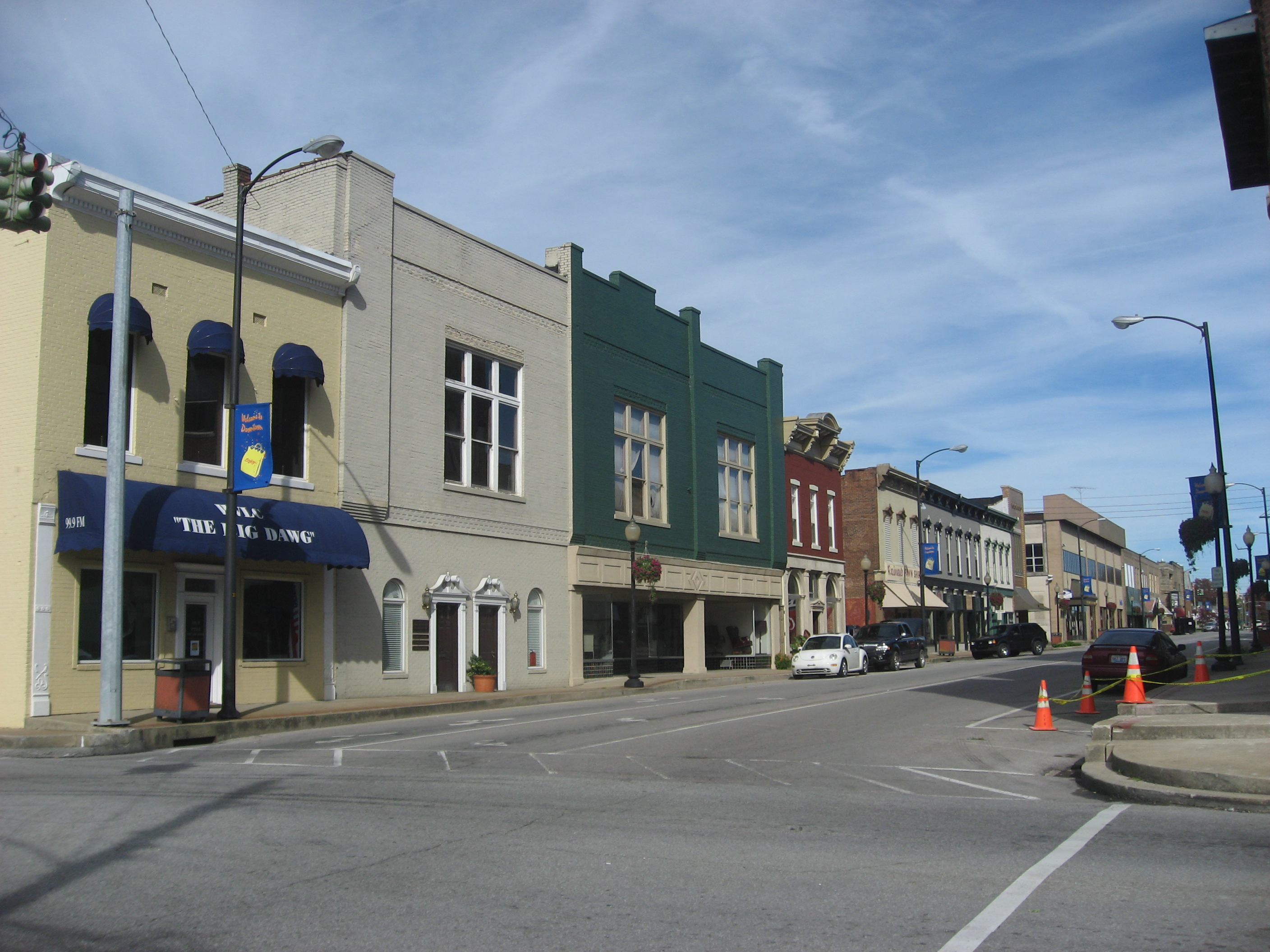
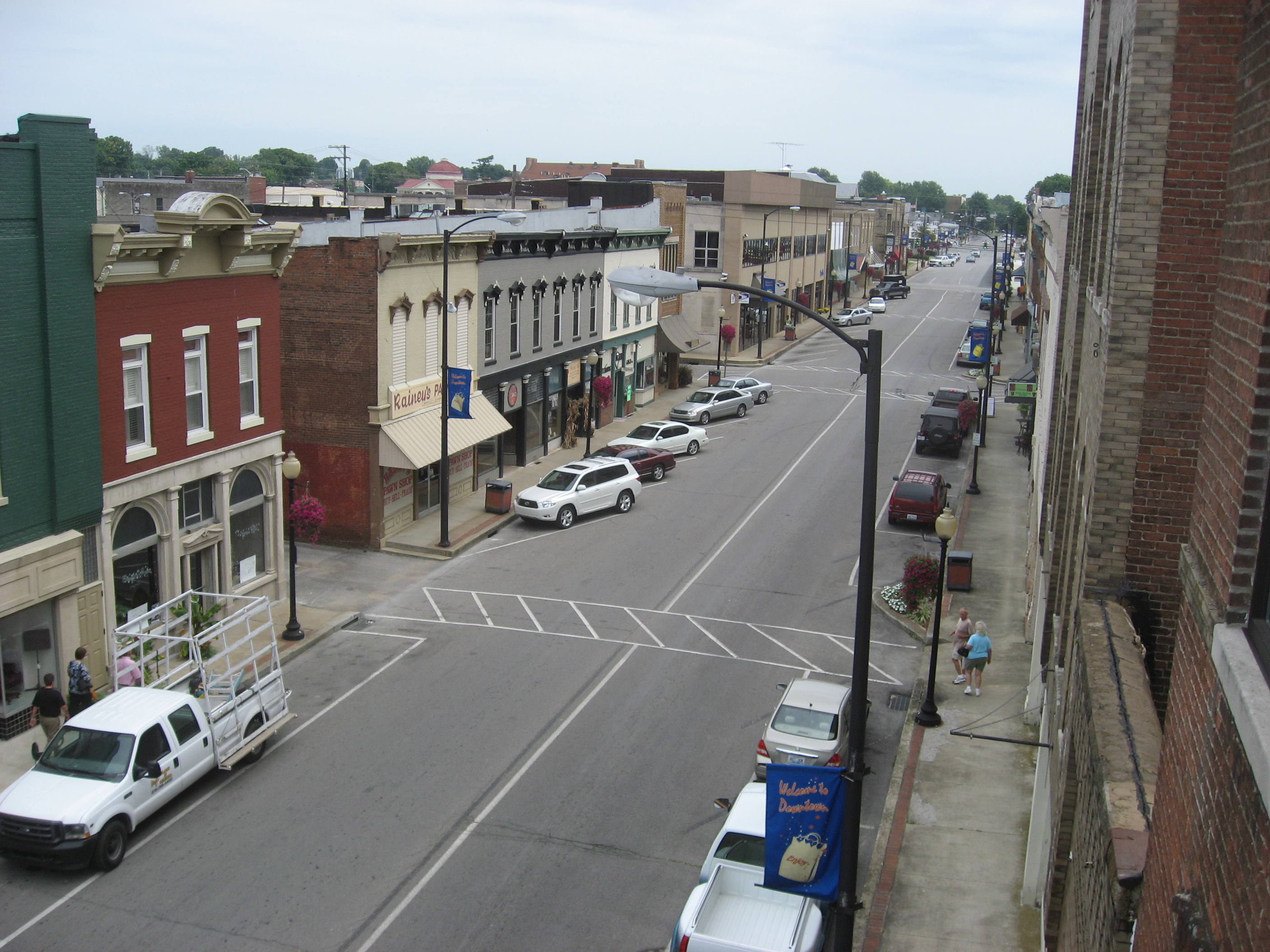
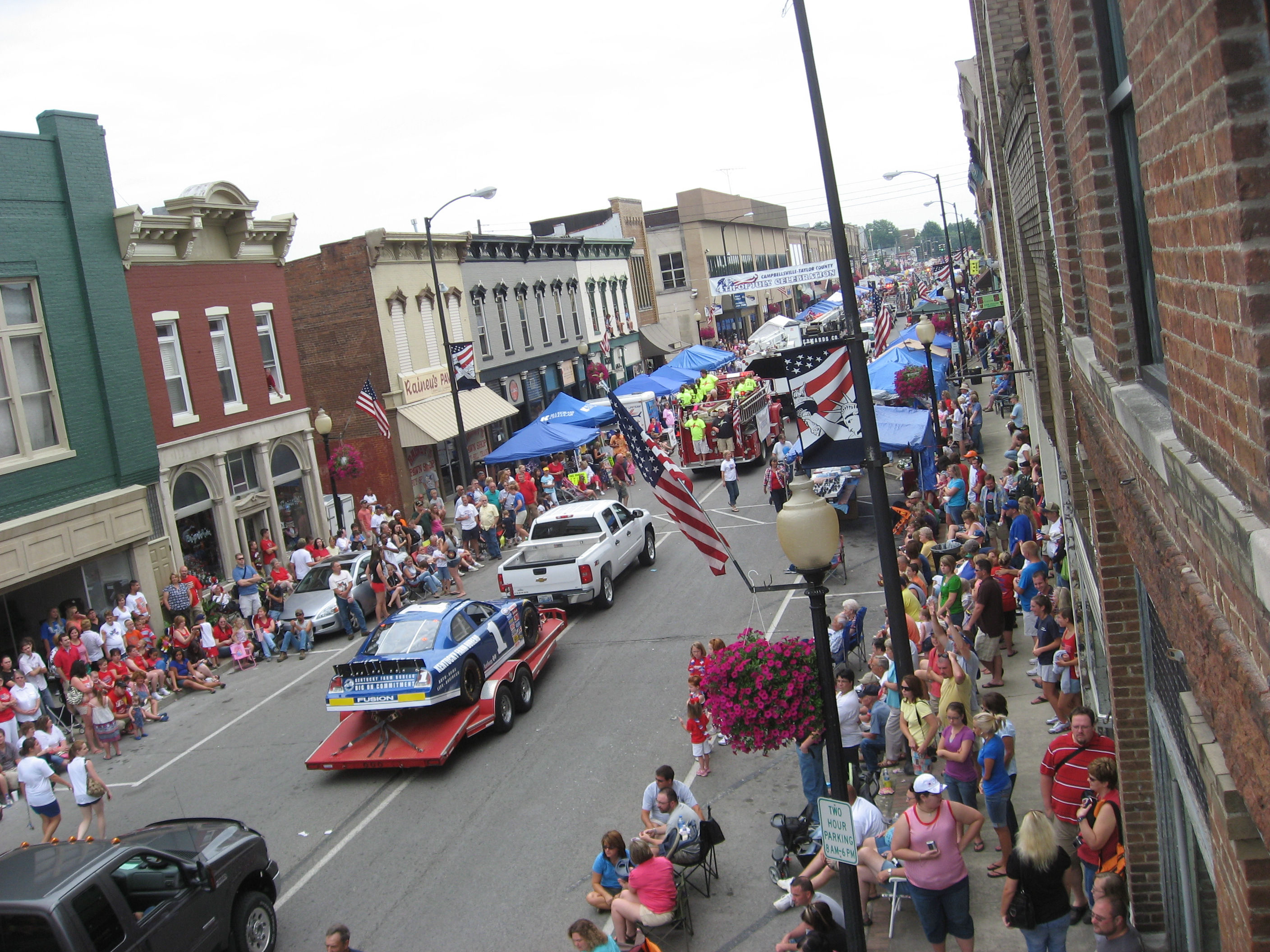